# Brigadoon (1954)
Brigadoon is een Amerikaanse film uit 1954 van Vincente Minnelli met in de hoofdrollen Cyd Charisse en Gene Kelly.
De film is gebaseerd op de gelijknamige Broadway-musical uit 1947 van Alan Jay Lerner en Frederick Loewe en gaat over een man die verliefd wordt op een meisje. Op zich niet zo bijzonder, ware het niet dat het meisje woont in een dorpje dat maar eens in de honderd jaar verschijnt.
Brigadoon kwam uit op het moment dat de belangstelling voor de grote MGM-musicals aan het verflauwen was. De kritieken waren gemengd, maar wel unaniem in het oordeel dat de film een theaterachtige uitstraling had. Dit laatste was het gevolg van de beslissing van de studiobazen om niet op buitenlocaties als Schotland te filmen. Hoewel het geen grote hit was, deed Brigadoon het redelijk aan de kassa en bracht uiteindelijk $ 3.385.000 op. De film kreeg een Golden Globe voor Beste Camerawerk en drie Oscarnominaties.

## Verhaal
Tijdens een jachtpartij in de Schotse Hooglanden raken Tommy Albright en Jeff Douglas, twee Amerikanen, gescheiden van hun vrienden en verdwalen. Als ze hongerig op zoek zijn naar eten, verschijnt er in de mist een klein, lieflijk dorpje, Brigadoon. Het dorpje staat niet op de kaarten en de bewoners zijn gekleed in ouderwetse kleding. Tommy wordt gelijk verliefd op de mooie Fiona Campbell die het tweetal verwelkomt en meeneemt naar het dorpsplein. Daar is men bezig met de voorbereidingen van het huwelijk tussen de zuster van Fiona, Jean, met Charlie Chisholm Dalrymple. De dorpelingen lijken te verstijven als ze beide vreemdelingen zien, maar al snel ontdooien ze en laten hen deelnemen aan de festiviteiten. Helaas is niet alles in orde. De ex-vriend van Jean, Harry Beaton, is nog altijd woedend over haar afwijzing en zegt iedereen te haten in het dorp. Later op de dag ziet Tommy de familiebijbel van de Campbells liggen. Nieuwsgierig kijkt hij erin en ziet de geboortedata van verschillende familieleden. Tot zijn verbijstering ziet hij dat Fiona is geboren in 1732. Hij vraagt om uitleg en Fiona neemt hem mee naar de schoolmeester, mr. Lundie. Volgens Lundie werden de Hooglanden tweehonderd jaar geleden geteisterd door kwaadwillende tovenaars die de christelijke inwoners wegvoerden van het geloof. Om het dorp Brigadoon te beschermen, liet God het met inwoners en al verdwijnen in een geheimzinnige mist. Slechts een keer per honderd jaar herrijst Brigadoon weer uit de mist en ontwaken de inwoners. Na een dag verdwijnt het dorp vervolgens weer. Tijdens die dag mag niemand het dorp verlaten, anders wordt de betovering verbroken en verdwijnt het dorp voorgoed. De verliefde Tommy vraagt of het mogelijk is dat een buitenstaander in het dorp kan worden opgenomen en Lundie antwoordt bevestigend. De enige voorwaarde is dat de buitenstaander verliefd moet zijn op iemand uit het dorp. In de middag beginnen de festiviteiten rond het huwelijk van Charlie en Jean. Maar Harry verstoort het feest en bedreigt Charlie met een mes. Als hij wordt vastgegrepen en ontwapend, schreeuwt Harry dat hij het dorp zal verlaten en rent weg. De dorpelingen gaan onmiddellijk op zoek naar het verloren schaap. Tommy en Jeff zoeken mee en de laatste schiet Harry per ongeluk dood. Als zijn lichaam wordt gevonden, denkt iedereen aan een ongeluk, ook Tommy. De dorpelingen spreken met hem en Jeff af dat ze de dood van Harry zullen verzwijgen tot na het huwelijk. In de avond raakt Jeff dronken en reageert boos op de plannen van Tommy om in Brigadoon te blijven. Hij bekent Harry te hebben doodgeschoten en zegt dat hij en Tommy niet in Brigadoon thuishoren. Tommy is verward door Jeffs bekentenis en besluit ondanks zijn liefde voor Fiona niet in het dorpje te blijven. Hij neemt afscheid van Fiona en ziet het dorp in de mist verdwijnen. Vier maanden later zijn Tommy en Jeff terug in New York. Tommy is nog altijd verliefd op Fiona en ontwijkt zijn verloofde Jane Ashton. Hij besluit terug te keren naar Schotland en tot zijn verbazing duikt Brigadoon op uit de mist. Hij wordt begroet door Lundie en Fiona en besluit nu voor eeuwig te blijven.

## Rolverdeling
| Acteur          | Personage                  |
| --------------- | -------------------------- |
| Cyd Charisse    | Fiona Campbell             |
| Gene Kelly      | Tommy Albright             |
| Van Johnson     | Jeff Douglas               |
| Elaine Stewart  | Jane Ashton                |
| Barry Jones     | Mr. Lundie                 |
| Hugh Laing      | Harry Beaton               |
| Albert Sharpe   | Andrew Campbell            |
| Virginia Bosler | Jean Campbell              |
| Jimmy Thompson  | Charlie Chisholm Dalrymple |

## Achtergrond

### Thema
De musical Brigadoon, over een dorpje dat één dag in de honderd jaar verschijnt, zonder dat de inwoners ouder zijn geworden, is geworteld in de Keltische mythologie. Het lijkt op het land Annwfyn, het land van de elfen. Annwfyn is een plaats die zich soms manifesteert aan buitenstaanders. Wie echter in Annwfyn verblijft, veroudert langzaam en als men terugkeert in de normale wereld zijn daar vaak tientallen jaren verstreken. Het verschijnsel is ook terug te vinden in het sprookje van Doornroosje, waar de inwoners van haar kasteel honderd jaar slapen.

### Voorgeschiedenis
De theaterproductie was een onverwacht succes op Broadway in 1947. Brigadoon, met teksten van Alan Jay Lerner en muziek van Frederick Loewe, ging op 13 maart 1947 in première in het Ziegfield Theater op Broadway en haalde 581 voorstellingen. Producer J. Arthur Rank kocht de filmrechten in 1951 voor MGM voor een 'klein fortuin'. Alan Freed, die verantwoordelijk was voor de productie, dacht gelijk aan Gene Kelly en Kathryn Grayson voor de hoofdrollen. Er was alleen nog geen scenario, daar moest Alan Jay Lerner nog aan beginnen. Ook was Gene Kelly niet gelijk beschikbaar. Hij had andere filmverplichtingen en het duurde tot 1953 voor de opnames konden beginnen. Inmiddels was het klimaat in Hollywood aan het veranderen. De televisie was in opkomst en snoepte steeds meer bioscoopbezoekers weg. De belangstelling voor de grote MGM-musicals begon te verflauwen. Louis B. Mayer was vertrokken als studiobaas bij MGM en vervangen door Dore Schary, een man die weinig op had met musicals. Hij verminderde het budget en keurde de plannen van regisseur Minelli af om in Schotland te filmen. Ook voorstellen voor buitenopnamen elders werden van tafel geveegd. Brigadoon zou in de studio worden opgenomen.

### Acteurs
Omdat Kelly niet gelijk beschikbaar was, werd even overwogen om Howard Keel en Jane Powell in te zetten in de rollen van Tommy en Fiona, maar omdat de opnames maar werden uitgesteld, gingen Keel en Powell weer door naar andere projecten. In maart 1953 werd besloten om Kathryn Grayson te vervangen door Cyd Charisse. Aangezien het zwaartepunt van Brigadoon verschoof van zang naar dans was Charisse, een van Hollywoods grootste danseressen, een betere keus. Kelly had aanvankelijk een voorkeur voor Moira Shearer, een klassiek geschoolde danseres, die de rol van Victoria Page had gespeeld in The Red Shoes uit 1948. Shearer was echter net gestopt als danseres en weigerde de rol van Fiona omdat ze liever op het toneel ging acteren. Ook de bijrollen waren niet eenvoudig te kiezen. Alec Guinness werd overwogen, terwijl Donald O'Connor in competitie was met Steve Allen en Bill Hayes voor de rol van Jeff. Uiteindelijk ging de rol naar Van Johnson. Balletdanser Michael Maule (New York City Ballet) stond hoog op de lijst voor de rol van Charlie Chisholm Dalrymple. Aangezien Maule niet kon zingen, zou zijn zangstem worden ingezongen door John Gustafson. Maar Maule werd op het laatste moment vervangen door Jimmy Thompson. Gustafson bleef echter gehandhaafd om de rol in te zingen. Voor de rol van Harry Beaton koos Freed James Mitchell die de rol had gespeeld op Broadway. Maar Mitchell besloot later om op tournee te gaan met het Agnes de Mille Dance Theatre en werd vervangen door Hugh Laing.

### Productie
Vincente Minnelli kon beschikken over het vaste team van technische medewerkers van de andere MGM-musicals, zoals An American in Paris. Medewerkers als kostuumontwerpster Irene Sharaff, decorontwerper Preston Ames en cameraman Joseph Ruttenberg stonden tot zijn beschikking. Ames was verantwoordelijk voor de bouw van het dorpje Brigadoon, compleet met omringende heuvels.Het dorpje was 180 meter breed en 18 meter hoog en in totaal kwamen de kosten op 382.280 dollar. Omdat het geheel één soundstage in beslag nam, kon de camera er onbeperkt doorheen zwerven en 360 graden draaien. Er werd gefilmd met de wat troebele kleuren van de AnsoColor film. Ruttenberg wist dit ongemak om te zetten in een plus door de scènes zodanig te belichten dat ze eruitzagen als Vlaamse schilderijen van Pieter Bruegel de Oude. Minnelli had graag gefilmd in Schotland, maar zag er vanaf nadat Arthur Freed met Gene Kelly de locaties had bekeken. Het regende zo vaak in de Hooglanden dat er geen zekerheid bestond over geschikte dagen voor opnames. Vermoedelijk zou de crew te vaak moeten wachten op mooi weer met als consequentie dat de productiekosten te hoog op zouden lopen. Kelly zocht vervolgens locaties in de VS en zag mogelijkheden bij Big Sur in Monterey. Maar inmiddels was Dore Scharey bezig om de economische teruggang van MGM op te vangen door te snijden in de verschillende budgetten. De film zou in zijn geheel in de studio worden opgenomen. Er werd gefilmd tussen 9 december 1953 en 11 maart 1954. Minnelli kon niet filmen in Technicolor, maar moest gebruikmaken van Metrocolor en CinemaScope. CinemaScope leent zich slecht voor het in beeld brengen van solodansnummers, maar werkte wonderwel voor de grote ensembledansen zoals bijvoorbeeld in "Go Home with Bonnie Jean". Minnelli wist het effect van het dorpje dat oprijst uit de mist, te bereiken door de film terug te draaien. Hij filmde eerst hoe de mist door de speciale effectenafdeling in het dorpje wordt gepompt en liet bij de montage de film in omgekeerde volgorde afdraaien.

## Muziek
Vier nummers uit de Broadwayproductie van 1946, "Come to Me, Bend to Me", "There But For You Go I", "From This Day On", en "The Sword Dance", zijn wel opgenomen en gefilmd, maar werden uiteindelijk weggelaten uit de definitieve productie. De reden voor het weglaten van zoveel nummers, was volgens Alan Freed gelegen in de constatering dat de stem van Gene Kelly in deze nummers niet goed klonk. Vermoedelijk was de echte reden dat Freed de lengte van de film wilde terugbrengen naar 108 minuten. Ter vergelijking: de Broadway-productie duurde 150 minuten. Twee nummers ("The Love of My Life" en "My Mother's Wedding Day") werden weggelaten vanwege de pikante teksten. Het nummer "Jeannie's Packin' Up" werd om onbekende redenen buiten de opnames gehouden.

## Liedjes
De liedjes in de film zijn van Alan Jay Lerner (tekst) en Frederick Loewe (muziek). De zangstem van Cyd Charisse werd opnieuw ingezongen door Carol Richards, van Dee Turnell door Bonnie Murray, van Jimmy Thompson door John Gustafson. In de film zijn de volgende nummers te horen:
- "Once in the Highlands/Brigadoon/Down on MacConnachy Square" (gezongen door: Eddie Quillan en koor)
- "Waiting for My Dearie" (gezongen door: Carol Richards en Bonnie Murray)
- "I'll Go Home with Bonnie Jean" (gezongen door: John Gustafson, Gene Kelly, Van Johnson en koor)
- "The Heather on the Hill" (gezongen door: Gene Kelly)
- "Almost Like Being in Love" (gezongen door: Gene Kelly)
- "The Wedding Dance" (instrumentaal)
- "The Chase" (gezongen door: het koor)
- "The Heather on the Hill" (reprise) (instrumentaal)
- "I'll Go Home with Bonnie Jean" (reprise) (gezongen door: Jimmy Thompson, Carol Richards en koor)
- "The Heather on the Hill" (reprise) (gezongen door: Jimmy Thompson, Carol Richards en koor)
- "Waitin' for My Dearie" (reprise) (uncredited) (gezongen door: Jimmy Thompson, Carol Richards en koor)
- "Finale: Brigadoon" (instrumentaal) (gezongen door: het koor)

## Prijzen en nominaties
De film kreeg in 1955 een Golden Globe voor Beste Camerawerk (Joseph Ruttenberg). Ook waren er drie Oscarnominaties: Beste Decors, Beste Geluid en Beste Kostuums. Geen van de nominaties werd verzilverd.